# Selenophorus alternans
Selenophorus alternans är en skalbaggsart som beskrevs av Pierre François Marie Auguste Dejean. Selenophorus alternans ingår i släktet Selenophorus och familjen jordlöpare. Inga underarter finns listade i Catalogue of Life.